# Rutland Water
Rutland Water és un llac artificial en el comtat de Rutland, prop de Oakham. Construït l'any 1976. Té grans àrees d'aiguamolls. És l'un dels llacs artificials més grans d'Europa, el més gran del Regne Unit per la seva superfície (10,86 km²) i el segon després de Kielder Water per la seva capacitat (124 000 000 m3). El lloc va ser designat lloc Ramsar des de 1991.